# Liste des œuvres dramatiques de Voltaire
| Titre                                                                       | Genre                        | Lieu de création                       | Création                           |
| --------------------------------------------------------------------------- | ---------------------------- | -------------------------------------- | ---------------------------------- |
| Œdipe                                                                       | Tragédie - 5 actes           | Comédie-Française                      | 1718 (18 novembre)                 |
| Artémire                                                                    | Tragédie - 5 actes           | Comédie-Française                      | 1720 (15 février)                  |
| Hérode et Mariamne                                                          | Tragédie - 5 actes           | Comédie-Française                      | 1724 (6 mars)                      |
| L'Indiscret                                                                 | Comédie - 1 acte - vers      | Comédie-Française                      | 1725 (18 août)                     |
| La Fête de Bélébat                                                          | Divertissement               | Château de Belesbat                    | 1725                               |
| Brutus                                                                      | Tragédie - 5 actes           | Comédie-Française                      | 1730 (11 décembre)                 |
| Les Originaux ou Monsieur du Cap-Vert                                       | Comédie - 3 actes - prose    | Théâtre particulier                    | 1732                               |
| Ériphyle                                                                    | Tragédie - 5 actes           | Comédie-Française                      | 1732 (7 mars)                      |
| Zaïre                                                                       | Tragédie - 5 actes           | Comédie-Française                      | 1732 (13 août)                     |
| Tanis et Zélide ou les Rois pasteurs                                        | Tragédie en musique          | — Non représenté —                     | 1733 [écriture]                    |
| Samson                                                                      | Opéra                        | — Non représenté —                     | 1733 [écriture]                    |
| Adélaïde du Guesclin                                                        | Tragédie - 5 actes           | Comédie-Française                      | 1734 (18 janvier)                  |
| Le Comte de Boursoufle [ou L'Échange, suivant la version du texte]          | Comédie - 3 actes - prose    | Château de Cirey                       | 1734                               |
| La Mort de César                                                            | Tragédie - 3 actes           | Collège d'Harcourt [Comédie-Française] | 1735 (11 août) [1743 (29 août)]    |
| Alzire ou les Américains                                                    | Tragédie - 5 actes           | Comédie-Française                      | 1736 (27 janvier)                  |
| L'Enfant prodigue                                                           | Comédie - 5 actes - prose    | Comédie-Française                      | 1736 (10 octobre)                  |
| L'Envieux                                                                   | Comédie - 3 actes - vers     | — Non représenté —                     | 1738 [écriture]                    |
| Pandore                                                                     | Opéra                        | — Non représenté —                     | 1740 [écriture]                    |
| Zulime                                                                      | Tragédie - 5 actes           | Comédie-Française                      | 1740 (8 juin)                      |
| Le Fanatisme ou Mahomet le prophète                                         | Tragédie - 5 actes           | Lille [Comédie-Française]              | 1741 (avril) [1742 (9 août)]       |
| Mérope                                                                      | Tragédie - 5 actes           | Comédie-Française                      | 1743 (20 février)                  |
| Thérèse                                                                     | Comédie                      | Théâtre particulier                    | 1743                               |
| La Princesse de Navarre                                                     | Comédie-ballet               | Versailles                             | 1745 (23 février)                  |
| Le Temple de la Gloire                                                      | Ballet héroïque              | Versailles                             | 1745 (27 novembre)                 |
| La Prude                                                                    | Comédie - 5 actes - vers     | Château de Sceaux                      | 1747 (15 décembre)                 |
| Sémiramis                                                                   | Tragédie - 5 actes           | Comédie-Française                      | 1748 (29 août)                     |
| La Femme qui a raison                                                       | Comédie - 3 actes - vers     | Lunéville                              | 1749                               |
| Nanine ou le Préjugé vaincu                                                 | Comédie - 3 actes - vers     | Comédie-Française                      | 1749 (16 juin)                     |
| Oreste                                                                      | Tragédie - 5 actes           | Comédie-Française                      | 1750 (12 janvier)                  |
| Rome sauvée ou Catilina                                                     | Tragédie - 5 actes           | Château de Sceaux [Comédie-Française]  | 1750 (22 juin) [1752 (24 février)] |
| Le Duc d'Alençon ou les Frères ennemis [remaniement d'Adelaïde du Guesclin] | Tragédie - 3 actes           | Potsdam                                | 1751                               |
| Amélie ou le Duc de Foix [remaniement d'Adelaïde du Guesclin]               | Tragédie - 5 actes           | Comédie-Française                      | 1752 (17 août)                     |
| L'Orphelin de la Chine                                                      | Tragédie - 5 actes           | Comédie-Française                      | 1755 (20 août)                     |
| Socrate                                                                     | Ouvrage dramatique - 3 actes | — Non représenté —                     | 1759 [publication]                 |
| Le Café ou l'Écossaise                                                      | Comédie - 5 actes - prose    | Comédie-Française                      | 1760 (26 juillet)                  |
| Tancrède                                                                    | Tragédie - 5 actes           | Comédie-Française                      | 1760 (3 septembre)                 |
| L'Écueil du seigneur ou le Droit du sage                                    | Comédie - 5 actes - vers     | Comédie-Française                      | 1762 (18 janvier)                  |
| Olympie                                                                     | Tragédie - 5 actes           | Ferney [Comédie-Française]             | 1762 (24 mars) [1764 (17 mars)]    |
| Saül                                                                        | Drame                        | — Non représenté —                     | 1763 [publication]                 |
| Octave et le jeune Pompée ou le Triumvirat                                  | Tragédie - 5 actes           | Comédie-Française                      | 1764 (5 juillet)                   |
| Les Scythes                                                                 | Tragédie - 5 actes           | Comédie-Française                      | 1767 (26 mars)                     |
| Charlot ou la Comtesse de Givry                                             | Pièce dramatique             | Ferney                                 | 1767 (26 septembre)                |
| Le Dépositaire                                                              | Comédie - 5 actes - vers     | — Non représenté —                     | 1769                               |
| Les Guèbres ou la Tolérance                                                 | Tragédie - 5 actes           | — Non représenté —                     | 1769                               |
| Le Baron d'Otrante                                                          | Opera buffa                  | — Non représenté —                     | 1769                               |
| Les Deux Tonneaux                                                           | Opéra comique                | — Non représenté —                     | 1769                               |
| Les Pélopides ou Atrée et Thyeste                                           | Tragédie - 5 actes           | — Non représenté —                     | 1771                               |
| Les Lois de Minos                                                           | Tragédie - 5 actes           | — Non représenté —                     | 1773                               |
| Sophonisbe                                                                  | Tragédie - 5 actes           | Comédie-Française                      | 1774 (15 janvier)                  |
| Don Pèdre                                                                   | Tragédie - 5 actes           | — Non représenté —                     | 1774                               |
| L'Hôte et l'Hôtesse                                                         | Divertissement               | Château de Brunoy                      | 1776                               |
| Irène                                                                       | Tragédie - 5 actes           | Comédie-Française                      | 1778 (16 mars)                     |
| Agathocle                                                                   | Tragédie - 5 actes           | Comédie-Française                      | 1779 (31 mai)                      |